# Anton Bruder
Anton Bruder (* 11. Juni 1898 in Aussig; † 17. Februar 1983 in Glinde) war ein deutsch-böhmischer Maler, Grafiker und Zeichner sowie ein Lehrer für Kunsterziehung und Zeichnen.

## Leben und Wirken
Nach dem Besuch der Oberrealschule in Aussig studierte er von 1917 bis 1919 an der Akademie der Bildenden Künste Prag bei Franz Thiele (1868–1945) und Josef Loukota (1879–1967) sowie anschließend von 1919 bis 1924 an der Akademie der Bildenden Künste Dresden bei Emanuel Hegenbarth (1868–1923). 1921 wirkte er in der Gruppe  Die Schaffenden mit und erhielt 1922 den Preis der Dresdner Akademie. Dort traf er auch Oskar Kokoschka und wurde von der Künstlergruppe  Die Brücke beeinflusst. Im Jahr 1924 kehrte er von Dresden nach Prag zurück, wo er als Schüler von August Brömse (1873–1925) erneut an der Prager Akademie ein Studium aufnahm, um das Staatsexamen als Lehrer für Kunsterziehung abzulegen und danach Kunstunterricht an Schulen zu erteilen. Im Jahr 1925 wirkte er auch kurzzeitig an der  Deutschen Technischen Hochschule in Prag.
In den Jahren 1925 bis 1927 arbeitete er als Lehrer in  Mährisch-Ostrau. Hier war er auch Gründungsmitglied der  Vereinigung deutscher bildender Künstler in der Tschechoslowakischen Republik (Böhmen und Mähren) („Kunstring“). Ab 1927 lebte er als Zeichenprofessor am Gymnasium in Znaim.
Er war Mitglied der Künstlervereinigung Junge Kunst und stellte auch regelmäßig mit der Prager Secession aus sowie fast jährlich im  Brünner Künstlerhaus als Mitglied der  Vereinigung deutscher bildender Künstler Mährens und Schlesiens („Scholle“).
Im  Zweiten Weltkrieg wurde er Soldat und geriet 1945 in russische Gefangenschaft. Anschließend wurde er von Znaim nach Österreich ausgewiesen und verlor einen wesentlichen Teil seiner bisherigen Arbeiten. Er begann zunächst als Industrie-Designer und Formen-Entwerfer in Wien und ging 1949 nach Deutschland, wo er in Aschaffenburg eine Anstellung als Lehrer (Kunsterzieher) am Friedrich-Dessauer-Gymnasium Aschaffenburg fand. Im Jahr 1957 erhielt er den Kunstpreis der Stadt Aschaffenburg. Anlässlich seines 60. Geburtstages im Jahr 1958 veranstaltete der Neue Kunstverein Aschaffenburg eine Einzelausstellung „Gemälde und Grafik von Anton Bruder“.
Ab 1961 war Anton Bruder freischaffender Künstler und im Jahr 1962 Mitbegründer der Künstlergruppe „Kontakt“ in Aschaffenburg.
Danach lebte er bei seiner Tochter in Schwürbitz in Oberfranken und ab 1971 in Glinde bei Hamburg, wo er am 17. Februar 1983 starb, nach anderen Angaben am 2. Dezember 1983.
Anton Bruder wurde durch sein Studium in Dresden von der  Neuen Sachlichkeit beeinflusst. Er zählte zum progressiven Kreis der jungen Generation in der Zwischenkriegszeit und war an vielen wichtigen Vereinsaktivitäten beteiligt. Neben dem Maler des Vereins Junge Kunst in Prag, Riko Mikeska (1903–1983), verband auch er das Vereinsgeschehen der deutsch-böhmischen Kunstszene von Prag, Brünn und Mährisch Ostrau. Stilistisch blieb er jedoch, im Gegensatz zu den in der Regel auf die Pariser Kunstszene orientierten Mitgliedern der Prager Secession, den vereinfachten Formen des deutschen Realismus verbunden. Während des Studiums und danach in der Tschechoslowakei malte er vielfach Landschaften und Stadtszenen. Er verwendete auch ausdrucksstarke Farben, z. B. im Bild Roter Tennisplatz von 1925.
In diesen Jahren entstanden Porträts, Landschaften und Tierbilder.
In einer Bilderserie aus den dreißiger Jahren hielt er auch die Stadt Znaim und die Dörfer der Umgebung fest.
Auf seinen Reisen in die Region der nordwestafrikanischen Staaten Maghreb waren noch in den 1970er Jahren zahlreiche neue Werke entstanden.
Anton Bruder erhielt mehrere Preise:
- Preis der Kunstakademie in Dresden (1922)
- Kunstpreis der Stadt Aschaffenburg (1957)
- Förderpreis der Sudetendeutschen Landsmannschaft (1972)

Ein Teil seines schriftlichen Nachlasses befindet sich im Deutschen Kunstarchiv im Germanischen Nationalmuseum in Nürnberg.

## Werke (Auswahl)
- Selbstbildnis (1921, verschollen)
- Blick auf Dresden (1922), Museum der Stadt Aschaffenburg
- Roter Tennisplatz (1925, verschollen)
- Stute mit Fohlen (um 1928), Regionalgalerie Liberec
- Kaffeehaustisch – „Picasso-Stillleben“ (1928, verschollen)
- Mutter und Kind (1927), Nationalgalerie Prag[8]
- Dorf in Südmähren (1927, verschollen)
- Dorf im März (1932), Nationalgalerie in Prag[8]
- Kapuzinerkloster in Znaim (1933), Südmährische Museum in Znaim
- Museum in Znaim (undatiert)
- Porträt Frau Scherer („Jüdische Dame“) (vor 1931, verschollen)
- Alte Frau[9]
- Pferde an der March[10]
- Kinder des Architekten Fischer[11]
- Znaim im Winter (undatiert)[12]
- Znaim vom Thayatal (1966)[13]
- Waldlandschaft (1967)[13]
- Straße in Marakesch (1971)[6]
- Marokkanischer Kameltreiber (1971)[6]
- Nordafrikanische Straßenansicht (1972)[13]
- Selbstbildnis (1970), Museen der Stadt Aschaffenburg
- Motiv aus der fränkischen Schweiz (1977), Bayerische Staatsgemäldesammlungen[14]
- Farbglasfenster Matthäus in der  Matthäuskirche Schweinheim (1958)[15]

## Sammlungen
Arbeiten von Anton Bruder sind in den folgenden Sammlungen vertreten:
- Nationalgalerie Prag
- Städtische Galerie der modernen Kunst München
- Schlossmuseum Aschaffenburg
- Städtische Gemäldegalerie Worms
- Ostdeutsche Galerie, Regensburg
- Kunstsammlungen der Veste Coburg
- Südmährisches Museum in Znaim